# Cryosophila cookii
Cryosophila cookii Bartlett es una especie botánica de palmera de la familia de las Arecaceae.

## Distribución y hábitat
Es endémica de Costa Rica donde está tratada en peligro de extinción por pérdida de hábitat.  Los individuos o pequeños grupos están dispersos en las tierras bajas de las selvas en la costa del Atlántico  cerca de Limón. La población actual se estima que es menor de 100 individuos adultos. La gama de las especies se presupone que ha sido mayor en el pasado.

## Taxonomía
Cryosophila cookii fue descrita por Harley Harris Bartlett y publicado en Publications of the Carnegie Institution of Washington 461(2): 39, t. 10–12. 1935.
Etimología
Cryosophyla: nombre genérico poco aclarado que  deriva del griego antiguo: crios = "cabra" y phila - "amoroso", pero este significado parece absurdo.
cookii: epíteto otorgado en honor del navegante y escritor inglés James Cook.